# Andy Holmes
Andrew Jeremy Holmes, mais conhecido como Andy Holmes (Londres, 15 de outubro de 1959 - 24 de outubro de 2010) foi um remador inglês.
Conquistou duas medalhas de ouro: uma nos Jogos Olímpicos de Verão de 1984 e outra em 1988.